# François Henri Guiot de La Rochère
François Henri Guiot de La Rochère (1818-1890) était un général français.

## Éléments biographiques
Il est né le 18 novembre 1818 à Availles-Limouzine dans la Vienne et est mort le 12 avril 1890 au château de La Rochère, commune de Mouterre-sur-Blourde (même département).
D'origine noble, il est fils de François Henri Guiot et de Louise Armande Dutheil.
Il accomplit une carrière d'officier de cavalerie. Il participe à la Campagne d'Italie (1859). 
Colonel du 8e régiment de cuirassiers de 1869 à 1874, il mène sa troupe au combat durant la guerre de 1870. Il est à la tête de ses escadrons lors de la célèbre et dramatique charge des cuirassiers à Reichshoffen, au cours de laquelle son régiment est anéanti.
Il a tenu un carnet de route, encore inédit, dont une copie des pages concernant la campagne de 1870 est déposée au Service historique de la défense.
Il est promu général de brigade le 4 novembre 1874 et commande la 1re brigade de dragons. Il est également membre de la Commission de cavalerie avant d'occuper la vice-présidence de la Commission d'hygiène hippique.
Après son adieu aux armes en 1880, il devient maire de Mouterre.
Il avait épousé à Poitiers, le 11 octobre 1852,  Anne Joséphine de Launay, fille de Joseph de Launay, et de Françoise Émilie Farran.

## Distinctions
- Grand officier de la Légion d'honneur.
- Médaille commémorative de la campagne d’Italie
- Commandeur de l'ordre du Lion et Soleil de Perse.

## Sources
- Dossier de Légion d'honneur du général Guiot de la Rochère.